# Lyudmyla Blonska
Liudmyla Blonska – en ukrainien : Людмила Леонідівна Блонська, et en transcription anglophone : Lyudmyla Blonska, la forme la plus souvent utilisée – née Shevchuk (Шевчук) le 9 novembre 1977 à Simferopol en Union soviétique, est une heptathlonnienne ukrainienne.
Avec 5 865 points, elle se classe au treizième rang des championnats d'Europe de 2002. En mai 2003 à Kharkiv, elle améliore sa meilleure performance avec 6 316 points. Dès le 8 juin 2003, elle est suspendue, pour deux ans, à la suite d'un contrôle antidopage positif effectué lors d'une compétition à Arles.
Après son retour de suspension, elle remporte les Universiades 2005 à Izmir avec 6 297 points. Aux championnats du monde en salle de 2006, elle remporte le pentathlon avec 4 685 points et 78 points d'avance sur Karin Ruckstuhl.
Au Mösle Mehrkampf de Götzis en 2006, elle se classe deuxième avec 6 448 points derrière Carolina Klüft. Aux championnats d'Europe de 2006, elle termine cinquième avec 6 357 points.
En août 2007, peu avant les championnats du monde, elle améliore son record personnel à Kiev avec 6 733 points puis devient vice-championne du monde derrière Carolina Klüft.
Le 16 août 2008, lors des Jeux olympiques de Pékin, elle termine initialement deuxième derrière sa compatriote Nataliya Dobrynska. Mais le 20 août, elle est déclassée car contrôlée positive à un stéroïde anabolisant. La médaille d'argent revient à l'Américaine Hyleas Fountain et le bronze à la Russe Tatiana Chernova.
Le 22 août 2008, les résultats de l'échantillon B se révèlent également positifs. L'Ukrainienne risque désormais une suspension à vie de la part de la Fédération internationale d'athlétisme.
Le 30 août 2008, elle est suspendue à vie par la fédération ukrainienne d'athlétisme à la suite de son contrôle positif aux Jeux olympiques de Pékin. Tout comme son entraîneur et mari, Sergyi Blonski.

## Palmarès

### Jeux olympiques d'été
- Jeux olympiques d'été de 2008 à Pékin ( Chine)
  - déclassée à la suite d'un contrôle positif aux stéroïdes (avait terminé deuxième et médaille d'argent de l'heptathlon)

### Championnats du monde d'athlétisme
- Championnats du monde d'athlétisme de 2007 à Osaka ( Japon)
  -  Médaille d'argent sur l'heptathlon (6 832 points - record d'Ukraine)

### Championnats du monde d'athlétisme en salle
- Championnats du monde d'athlétisme en salle de 2006 à Moscou ( Russie)
  -  Médaille d'or du pentathlon
- Championnats du monde d'athlétisme en salle de 2008 à Valence ( Espagne)
  - 8e sur le pentathlon

### Championnats d'Europe d'athlétisme
- Championnats d'Europe d'athlétisme de 2002 à Munich ( Allemagne)
  - 13e de l'heptathlon
- Championnats d'Europe d'athlétisme de 2006 à Göteborg ( Suède)
  - 5e de l'heptathlon

### Universiade
- Universiade d'été de 2005 à Izmir ( Turquie)
  -  Médaille d'or de l'heptathlon

## Records
- Record d'Ukraine de l'heptathlon avec 6 832 points, performance réalisé les 25 et 26 août 2007 à Osaka

## Sources
- (de) Cet article est partiellement ou en totalité issu de l’article de Wikipédia en allemand intitulé « Ljudmyla Blonska » (voir la liste des auteurs).